# Europees kampioenschap zeilwagenrijden 1974
Het Europees kampioenschap zeilwagenrijden 1974 was een door de Internationale Vereniging voor Zeilwagensport (FISLY) georganiseerd kampioenschap voor zeilwagenracers. De 12e editie van het Europees kampioenschap vond plaats in het Britse Lytham St Annes. 

## Uitslagen
| klasse   | Goud               | Zilver          | Brons            |
| -------- | ------------------ | --------------- | ---------------- |
| Klasse 1 | Bertrand Deflandre | Garry Benson    | Jeff Wood        |
| Klasse 2 | John Healy         | Ian Megahy      | Benoit Demoury   |
| Klasse 3 | Michel Morel       | Raoul Belanger  | Alain Houtsaeger |
| Dames    | Vivian Ellis       | Christine Laune | Helga Junge      |

1963 ·
1964 ·
1965 ·
1966 ·
1967 ·
1968 ·
1969 ·
1970 ·
1971 ·
1972 ·
1973 ·
1974 ·
1975 ·
1976 ·
1977 ·
1978 ·
1979 ·
1980 ·
1981 ·
1982 ·
1983 ·
1984 ·
1985 ·
1986 ·
1987 ·
1988 ·
1989 ·
1990 ·
1991 ·
1992 ·
1993 ·
1994 ·
1995 ·
1996 ·
1997 ·
1998 ·
1999 ·
2000 ·
2001 ·
2002 ·
2003 ·
2004 ·
2005 ·
2006 ·
2007 ·
2009 ·
2010 ·
2011 ·
2013 ·
2015 ·
2016 ·
2017 ·
2019 ·
2020 ·